# Nuridsány Zoltán
Nuridsány Zoltán (Marosvásárhely, 1925. augusztus 22. – Debrecen, 1974. május 22.) festőművész.

## Életrajz
Az erdélyi örmény Nuridsány /Nurichán család leszármazottja. Apai ágon örmény, anyai ágról székely származású. Édesapja mérnök, édesanyja Aldobolyi Dobolyi Ágnes banki tisztviselő, aki az első diplomás nők közé tartozott a századfordulón, bátyja, Nuridsány János  kutató orvos volt. Claude Nuridsany, biológus, filmrendező (Microcosmos, Genesis)  és Michel Nuridsany művészeti szakíró, a Le Figaro szerkesztője unokatestvérei.
A Ciszterci rend Budapesti Szent Imre Gimnáziumában Nagy Nándor grafikusművész Képzőművészeti Körének oszlopos tagja lett. Nagy hatással volt rá Rajeczky Benjamin is, aki ebben az időben itt tanított és nagy figyelemmel kísérte és segítette ifjú tehetséges tanítványa fejlődését. Gallé Tibor Szabadiskolájában is készül a Képzőművészeti Főiskolára, ahová 1944-ben fel is veszik. Mesterei: Szőnyi István, Barcsay Jenő, Kmetty János és mozaik szakon Fónyi Géza.
Ígéretes tehetségként 1946-tól vesz részt az Európai Iskola kiállításain, és 1948-ban a Római Magyar Akadémia ösztöndíját kapja meg, ahol Déry Tiborral és Weöres Sándorral együtt tartózkodtak. Rómában készült műveivel az ösztöndíjasok kiállításán bemutatott képeinek szín és formavilágát méltatják az olasz lapok is. Itthon 1948-ban még szerepelnek képei az Európai Iskola beszüntetésére előtti utolsó kiállításán.
Rabinovszky Máriusz tanársegédjeként a murális művészettel foglalkozik előadások tartásával és a gyakorlatban is. 1949-ben a MEFESZ kiállításon monumentális mozaik tervévet mutat be. Fülep Lajos is dicséri tehetségét.
1949–50-ben megalakult Jánossy Ferenc, Orosz Gellért és Sugár Gyula társaságában megalakítják a „Négyesfogatot”, amelyhez 1955-ben csatlakozik Bod László és Böhm Lipót, Bornemissza László és két szobrászművész, Megyeri Barnabás és Wagner László.
Az 50-es években megvalósult monumentális munkája Székesfehérvárott a Gépipari Technikum külső falán található „Mérnök” több figurás mozaikja. Következő nagy lehetőségre csak nem sokkal halála előtt a nyílhatott volna alkalma, tervpályázatát kétszer díjazták.
Belvárosi műteremlakása a 60-as évek egyik szellemi műhelye volt, a kor művészeinek találkozóhelye. Írók, költők, képzőművészek, színészek és zenészek rendszeres találkozóhelye.
Az 1950-es, 60-as években III/III-as ügynökökkel figyeltették és jelentéseket adtak le róla és baráti köréről (melyeket a Történeti Levéltár és leánya őriznek). (Egyik megfigyelője, SE (Scholz Erik), főiskolai csoporttársa volt, aki jelenleg is Munkácsy-díjas festőművészként szerepel.)
Nuridsány nem kapott szakmai elismerést.
Pályája végül táblaképfestőként bontakozott ki. 1962-ben a Fényes Adolf teremben volt önálló kiállítása, katalógusszövegét Frank János írta.
1962-ben Hanoiban készült grafikáit és akvarelljeit állította ki. Szegeden Bod Lászlóval és Sugár Gyulával közösen állítottak ki. 1968-ban itthon is bemutatta vietnámi grafikáit (Vietnám képekben).
1974. május 22-én, 49 éves korában, kiállításra készülődve érte váratlanul a halál a debreceni művésztelepen.

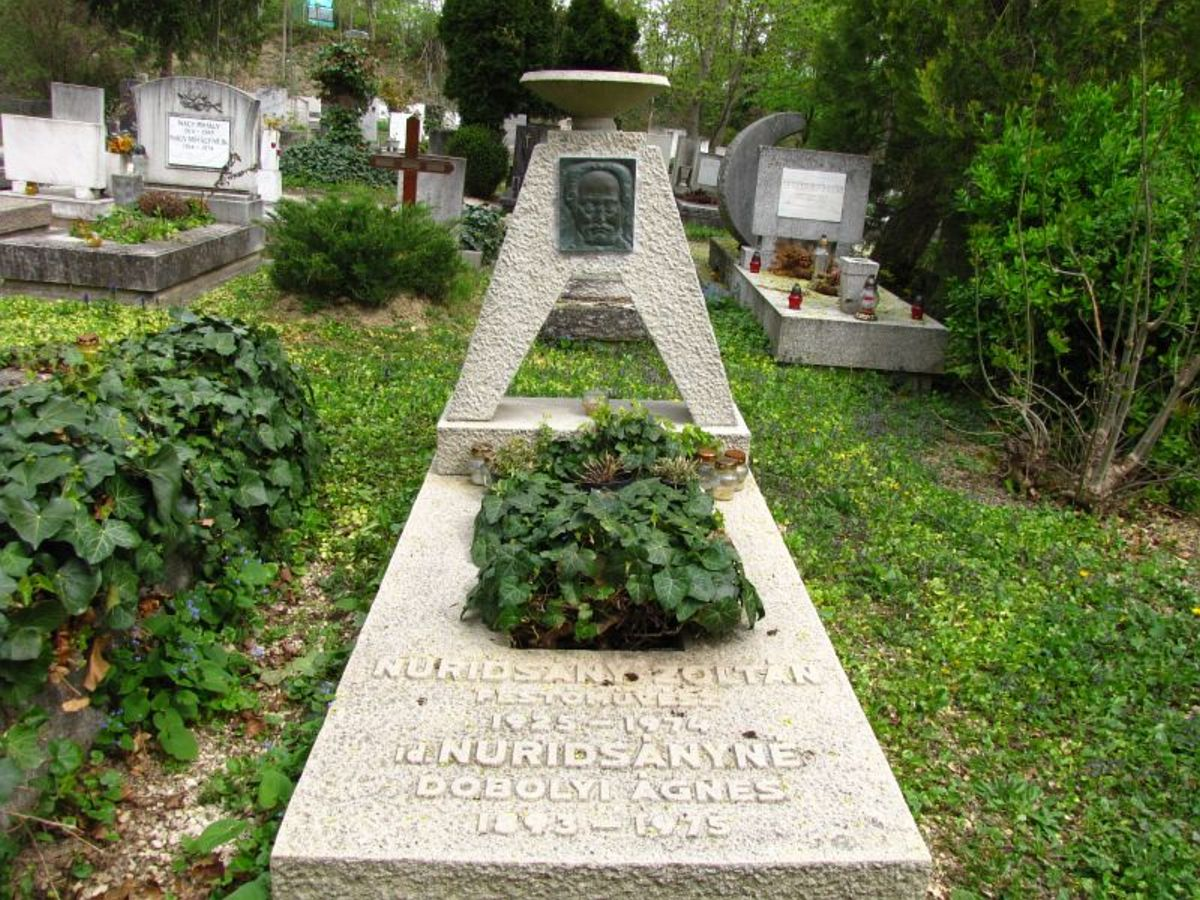
Sírja a Farkasréti temetőben (12/1-1-22). Alkotó Várady Sándor.